# Conurbação Guarenas-Guatire
A Conurbação Guarenas-Guatire ou Região metropolitana de Guarenas-Guatire  (em castelhano:  Conurbación Guarenas-Guatire  ou Area Metropolitana de Guarenas-Guatire), também conhecida como El Nuevo Este de Caracas (Novo Leste de Caracas), é uma conurbação em Miranda, na Venezuela. Esta área inclui 2 municípios que são parte da Grande Caracas. Sua população é estimada em  473.728 habitantes.

## Cidades
As principais cidades da região são (2013):
1. Guarenas (pop. 264,290)
2. Guatire (pop. 159,725)
3. Araira (pop. 49,713)

## Municípios
| Municípios                  | Área (km²) | População (2013) | Densidade populacional (2013) (/km²) |
| --------------------------- | ---------- | ---------------- | ------------------------------------ |
| Plaza                       | 180        | 264,290          | 1,468.27                             |
| Zamora                      | 378        | 209,438          | 554.06                               |
| Conurbação Guarenas-Guatire | 558        | 473,728          | 848.97                               |

## Transporte

### Metrô eVLT
O Metropolitano de Guarenas-Guatire é um sistema metrô/light rail projetado para conectar as cidades e comunidades intermediárias à capital, Caracas. Os 6,7 km (4,2 mi) de linhas urbanas começam a partir da estação de Metrô Parque del Este II e terminam na Guaraira Repano (Petare Norte), enquanto que os 31,4 km (19,5 mi) de linhas subterrâneas começam na estação Guaraira Repano e terminam na Guatire II, com planeamentos de futuras extensões.